# Champions (film, 1984)
Pour les articles homonymes, voir Champions (homonymie).
Pour plus de détails, voir Fiche technique et Distribution.
Champions est un film britannique réalisé par John Irvin, sorti en 1984.

## Synopsis
L'histoire du jockey Bob Champion à qui l'on diagnostique un cancer.

## Fiche technique
- Titre : Champions
- Réalisation : John Irvin
- Scénario : Evan Jones d'après le livre Champion's Story de Bob Champion et Jonathan Powell
- Musique : Carl Davis
- Photographie : Ronnie Taylor
- Montage : Peter Honess
- Production : Peter Shaw
- Société de production : Archerwest, Ladbroke et United British Artists
- Pays :  Royaume-Uni
- Genre : Biopic, drame, romance et
- Durée : 106 minutes
- Dates de sortie : 
  -  Royaume-Uni : 1er mars 1984
- Affiche : Bill Gold (États-Unis)

## Distribution
- John Hurt : Bob Champion
- Gregory Jones : Peter
- Mick Dillon : Snowy
- Ann Bell : Valda Embiricos
- Jan Francis : Jo Beswick
- Peter Barkworth : Nick Embiricos
- Edward Woodward : Josh Gifford
- Ben Johnson : Burly Cocks
- Kirstie Alley : Barbara
- Alison Steadman : Mary Hussey
- Jonathan Newth : M. Griffith Jones
- Andrew Wilde : Graham
- Judy Parfitt : Dr. Merrow
- Carolyn Pickles : Sally
- Fiona Victory : Helen
- Julie Adams : Emma Hussey
- Michael Byrne : Richard Hussey
- Antony Carrick : Ken
- Frank Mills : Charles
- Hubert Rees : Bill
- Richard Adams : Nicky Hussey
- Edwin Richfield : Ashton
- Noel Dyson : Mme. Champion
- John Woodnutt : M. Champion
- Richard Leech : Beck
- Anthony Dawes : Fred
- Wendy Gifford : Althea
- Trevor Clarke : Phil
- Mark Burns : Thorne
- Mark Lambert : Sean

## Distinctions
Le film a été présenté en sélection officielle en compétition lors de Berlinale 1984.